# 格雷格·盖茨
格雷格·盖茨（英語：Greg Gates，1926年4月28日—2020年1月9日），美国男子赛艇运动员。他曾代表美国参加1948年夏季奥林匹克运动会赛艇比赛，获得男子四人单桨无舵手铜牌。